# Острова Святой Елены, Вознесения и Тристан-да-Кунья
Острова́ Свято́й Еле́ны, Вознесе́ния и Триста́н-да-Ку́нья (англ. Saint Helena, Ascension and Tristan da Cunha) — заморская территория Великобритании, состоящая из островов Святой Елены и Вознесения, а также архипелага Тристан-да-Кунья, расположенных в Южной Атлантике к западу от африканского побережья. Носила название Остров Святой Елены и Территории (англ. Saint Helena and Dependencies) до 1 сентября 2009 года, когда вступила в силу новая конституция, закрепившая равный статус каждой островной группы.

## География островов
Остров Святой Елены — вулканического происхождения. В южной его части есть несколько потухших кратеров высотой до 818 м. Климат пассатный, тропический. В возвышенных районах выпадает до 1000 мм осадков в год. В районе Джеймстауна — всего около 140 мм в год.
На острове Святой Елены преобладают луга и кустарники, растут пихты, эвкалипты, кипарисы. Остров Вознесения покрыт травянистой растительностью.
Остров Вознесения — вулканического происхождения — плато с потухшими кратерами, высотой до 858 м (Гора Грин). Он расположен на подводном хребте. Климат тропический. Осадков выпадает 700—1000 мм в год.
Тристан-да-Кунья — группа из четырёх вулканических островов. Главный остров — Остров Тристан-да-Кунья — фактически представляет собой вершину вулкана Куин-Мэрис-Пик (высота 2062 м над уровнем моря).

## Население
Общее население всех островов составляет по переписи 2016 года 5633 чел. На острове Святой Елены проживает 4534 чел., а на островах Тристан-да-Кунья 293 чел. Остров Вознесения не имеет постоянного населения, там только живут служащие и военные с семьями 1150 человек: 806 жителей острова Святой Елены, 200 человек из Великобритании и 150 человек из США.
Этнический состав: сентэленцы — потомки английских, голландских, португальских переселенцев, индийцев, китайцев, африканцев.

## Административно-территориальное деление
Административно (и географически) территория делится на три части, каждая из которых управляется советом. Губернатор территории руководит Законодательным Советом острова Св. Елены, а на островах Вознесения и Тристан-да-Кунья он представлен администраторами, возглавляющими Советы этих островов.
| Административная область | Площадь км² | Население чел. (2016, пер.) | Административный центр |
| ------------------------ | ----------- | --------------------------- | ---------------------- |
| Остров Святой Елены      | 122         | 4534                        | Джеймстаун             |
| Остров Вознесения        | 91          | 806                         | Джорджтаун             |
| Острова Тристан-да-Кунья | 207         | 293                         | Эдинбург               |
| Всего:                   | 420         | 5633                        | Джеймстаун             |

Остров Св. Елены, в свою очередь, подразделяется на 8 округов.

## Флаги
По состоянию на 2019 год острова Святой Елены, Вознесения и Тристан-да-Кунья не имеют единого флага, и для всех совместных официальных целей используют флаг Соединённого Королевства. В то же время каждая из трёх частей этой заморской территории имеет свой флаг. Флаг острова Святой Елены был утверждён 4 октября 1984 года, флаг острова Вознесения — 11 мая 2013 года (до этого момента остров использовал только британский флаг), а Тристан-да-Кунья обзавёлся собственным флагом 20 октября 2002 года (ранее в качестве официального флага там использовался флаг острова Святой Елены).

Флаг Соединённого королевства
Флаг острова Святой Елены
Флаг острова Вознесения
Флаг архипелага Тристан-да-Кунья

## Экономика островов
Экономика в значительной степени зависит от финансовой помощи Великобритании, которая в 2007 году составила почти $27 млн или 70 % годового бюджета островов. Местное население в основном занимается рыболовством, разведением домашнего скота и продажей изделий кустарных промыслов. Рабочих мест очень мало, поэтому 25 % населения уезжают в поисках работы на остров Вознесения, Фолклендские острова и в Великобританию. По данным на 1998 год за рубежом работали более 1200 человек.
На островах выращивают кофе, зерновые, картофель, овощи; разводят скот. Развито рыболовство, помимо рыбы на островах Тристан-да-Кунья добывают омаров.
Экспорт: лён.
Импорт: промышленные товары, топливо.
Основные торговые партнёры: Великобритания и ЮАР.
Выпускается своя валюта — фунт Святой Елены.